# Cronobacter sakazakii
Espèce
Cronobacter sakazakii est une espèce bactérienne connue auparavant sous le nom d'Enterobacter sakazakii.  Ces bacilles à Gram négatifs font partie du genre Cronobacter  de la famille des Enterobacteriaceae du phylum des Pseudomonadota. Son nom lui a été attribué en l'honneur du bactériologiste japonais Riichi Sakazaki.

## Historique
Cronobacter sakazakii a été décrite en 1980 sous le nom d'Enterobacter sakazakii après la caractérisation d'une souche particulière connue sous le nom de «yellow-pigmented Enterobacter cloacae» (Enterobacter cloacae pigmentée jaune).
En 2007, le genre Cronobacter est créé pour contenir les différentes espèces issues de la scission des différents biogroupes de l'espèce Enterobacter sakazakii en différentes espèces.

## Taxonomie
Le nom correct complet (avec auteur) de ce taxon est Cronobacter sakazakii (Farmer et al. 1980) Iversen et al. 2008.

### Synonymie
Cronobacter sakazakii a pour synonymes :
- Cronobacter sakazakii (Farmer et al. 1980) Iversen et al. 2007
- Enterobacter sakazakii Farmer et al. 1980

### Étymologie
L'étymologie de cette espèce C. sakazakii est la suivante : sa.ka.za’ki.i N.L. gen. masc. n. sakazakii, de Sakazaki, du nom de Sakazaki, nommée en l'honneur du microbiologiste japonais Riichi Sakazaki,,.

### Phylogénie
Les hybridations ADN-ADN entre E. sakazakii et d'autres espèces d'Enterobacteriaceae ont montré un pourcentage de réassociation de 31 à 49 % avec Enterobacter cloacae permettant donc de différencier ces deux espèces en deux espèces distinctes.

## Description
Cronobacter sakazakii est une bactérie à Gram négatif ne formant pas de spores. Les dimensions approximatives de ces bacilles sont de 1 µm de large et 3 µm de long. Ce sont des bactéries mobiles par l'intermédiaire de flagelles péritriches. 
Ces bactéries anaérobies facultatives sont capables de croître de 25 à 45 °C et la majorité d'entre elles jusqu'à 47 °C. Leur croissance n'est pas possible à 4 ou 50 °C. Les bactéries forment des colonies circulaires de couleur jaune brillant après 48h à 25 °C. Cette pigmentation jaune est plus faible à 36 °C.  Elles peuvent présenter deux aspects différents, soit un aspect muqueux avec des marges crénelées soit lisses avec des bords bien définis. Au bout de 48h à 36 °C, les colonies ont une taille de 2 à 3 mm sur Tripticase Soy agar. La croissance peut se produire aussi sur milieu de MacConkey, Desoxycholate, EMB et Tergitol 7 sans inhibition. La croissance n'est pas possible sur milieu TCBS.
Ses tests biochimiques sont positifs pour l'arginine dihydrolase et l'ornithine décarboxylase ainsi que pour le test catalase. Le test Voges–Proskauer est positif ainsi que les tests d'utilisation du citrate et d'hydrolyse de l'esculine. Les tests sont négatifs pour la lysine décarboxylase, l'hydrolyse de la tyrosine, la gélatinase (positif à 7 jours pour certaines souches), l'activité uréase et la production d'indole.
Des acides peuvent être produit sur D-glucose, L-arabinose, cellobiose, lactose, maltose, D-mannitol, D-mannose, melibiose, raffinose, L-rhamnose, sucrose, tréhalose et D-xylose mais pas sur glycérol, D-adonitol, erythritol et D-sorbitol.
La souche type ATCC 29544 a un pourcentage de bases nucléotidiques GC de 57 %.

### Souche type
La souche type de l'espèce C. sakazakii est la souche ATCC 29544 (ATCC, American Type Culture Collection) qui porte aussi les identifiants ; CCUG 14558, CDC 4562-70, CIP 103183, DSM 4485, JCM 1233, LMG 5740, NBRC 102416 et NCTC 11467 dans différentes banques de cultures bactériennes,. En fait, la souche CDC 4562-70 est la souche originale de cette souche ATCC 29544 et avait été isolée d'un prélèvement de la gorge d'un patient du Tennesse atteint de coqueluche. Durant les sous-cultures, deux colonies types issue de cette souche du CDC ont constamment été conservées et ne diffèrent que pour le test de rouge méthyl.

## Habitat
L'espèce C. sakazakii est une espèce de bactérie dont la plupart des souches ont été isolées d'échantillons cliniques humains. Cette espèce, C. sakazakii peut être retrouvée sur des échantillons cliniques comme bactérie commensale même si elle peut aussi être identifiée lors de cas groupés infectieux.

## Pathogénicité
Cette espèce de Cronobacter a été reconnue responsable de méningites néonatales dès sa description et aussi plus tard au Japon avec un cas fatal.